# Pierce Butler (Politiker)

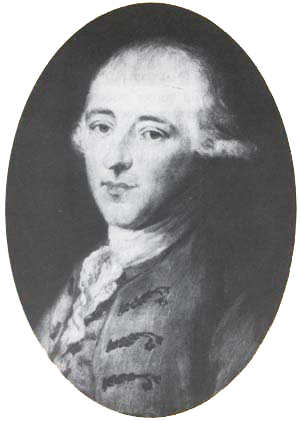
Pierce Butler

Pierce Butler (* 11. Juli 1744 im County Carlow,  Irland; † 15. Februar 1822 in Philadelphia, Pennsylvania) war ein irisch-amerikanischer Politiker. Zwischen 1789 und 1796 und nochmals von 1802 bis 1804 vertrat er den Bundesstaat South Carolina im US-Senat.

## Werdegang
Pierce Butler besuchte die öffentlichen Schulen seiner irischen Heimat. Er kam im Jahr 1758 in die damaligen britischen Kolonien in Amerika und wurde Offizier der britischen Armee. Noch vor der amerikanischen Revolution, der er sich in den 1770er Jahren anschloss, quittierte er den britischen Militärdienst. Er ließ sich im späteren Charleston in South Carolina nieder, wo er als Pflanzer ein sehr reicher Mann wurde. Er ließ Sklaven für sich arbeiten und war sein Leben lang ein Anhänger der Sklaverei. Während des Amerikanischen Unabhängigkeitskrieges war er ab 1779 an der Verteidigung des Staates South Carolina beteiligt. Während des Kriegs wurden seine Besitzungen teilweise zerstört und er war zwischenzeitlich finanziell ruiniert. Aber nach dem Krieg gelang ihm bald der Wiederaufbau. Gleichzeitig stieg sein politischer Einfluss. Im Jahr 1787 war er Delegierter im Kontinentalkongress. Im gleichen Jahr war er Mitglied der Kommission die in Philadelphia die Verfassung der Vereinigten Staaten ausarbeitete. Er gehörte auch zu den Unterzeichnern dieses Dokuments und gehört somit zu den amerikanischen Gründungsvätern. Er brachte den sogenannten Fugitive Slave Clause in die Verfassung ein, der die Rückführung entflohener Sklaven aus anderen Bundesstaaten vorschrieb. Dieser Abschnitt wurde 1865 mit dem 13. Verfassungszusatz aufgehoben.
Politisch war Butler zunächst Mitglied der Mitte der 1790er Jahre gegründeten  Föderalistischen Partei. Später wechselte er zur Demokratisch-Republikanischen Partei. Im Jahr 1804 schließlich erklärte er sich als politisch unabhängig. Er war unter anderem auch mit Aaron Burr befreundet. Im Jahr 1789 wurde Butler als Class-2-Kategorie Senator in den US-Senat gewählt, wo er nach einer Wiederwahl zwischen dem 4. März 1789 und seinem Rücktritt am 25. Oktober 1796 den Staat South Carolina vertrat. Nach dem Tod von John E. Colhoun wurde Butler zu dessen Nachfolger als Class 3 Senator erneut in den US-Senat gewählt. Dieses Amt bekleidete er zwischen dem 4. November 1802 und seinem erneuten Rücktritt am 21. November 1804.
Nach dem Ende seiner politischen Laufbahn widmete sich Butler wieder seinen geschäftlichen Interessen. Er betrieb vor allem Plantagen in Georgia, hatte aber auch in anderen Staaten größere Ländereien. Er wurde einer der reichsten Männer Amerikas. Er verbrachte in den späteren Jahren viel Zeit in seiner Sommerresidenz in Philadelphia. Dort ist er am 15. Februar 1822 auch verstorben.